# Roter Weinbergpfirsich

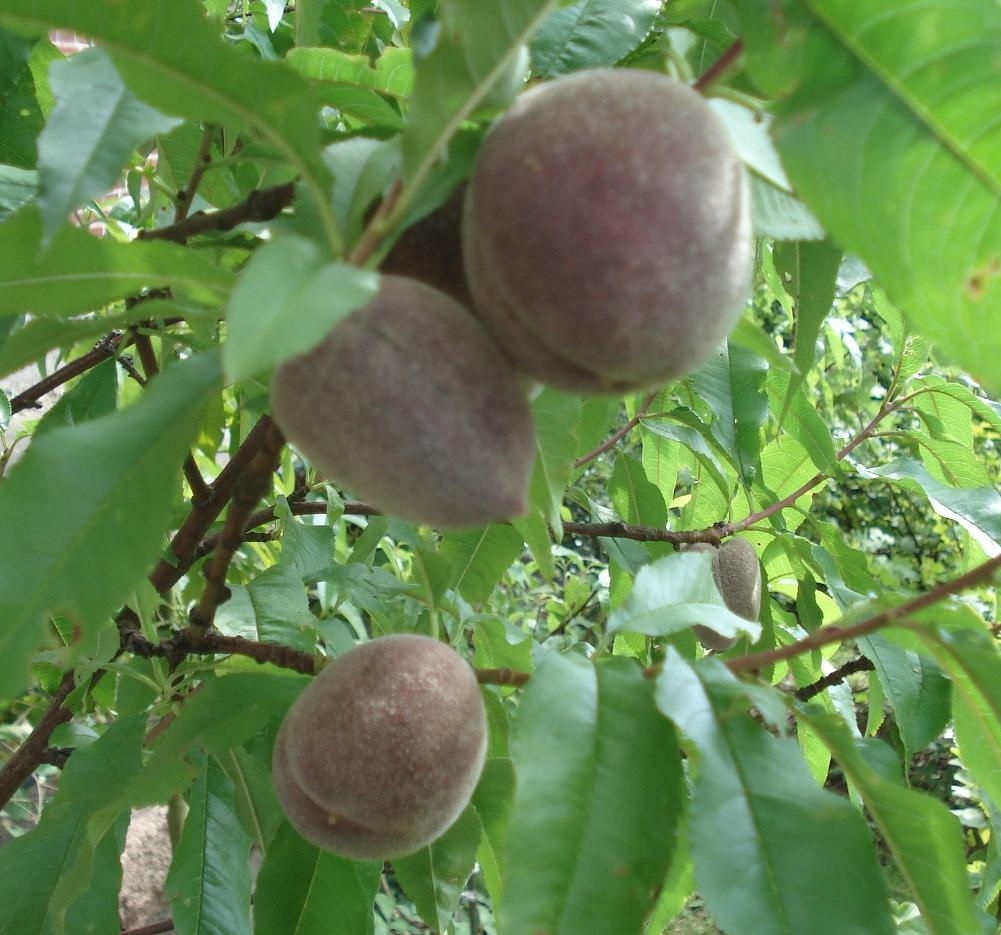
Reife Frucht der Pfirsich-Sorte „Weinbergpfirsich“ am Baum

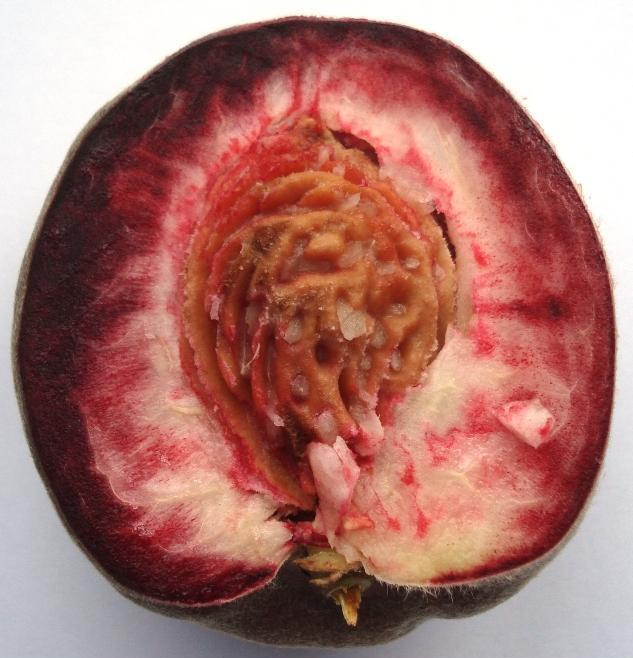
Halbierte Frucht des Weinbergpfirsichs

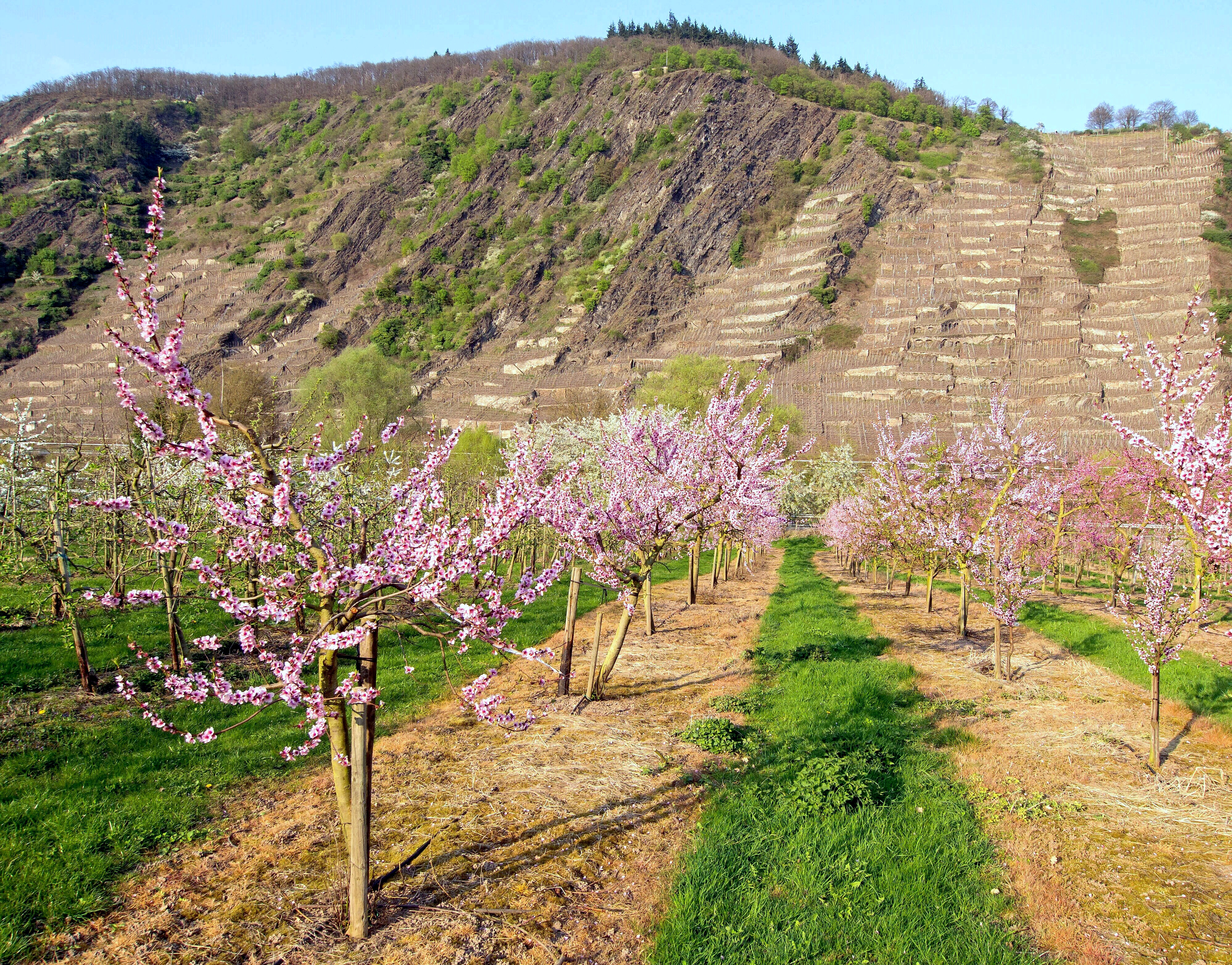
Weinbergpfirsiche zur Blütezeit am Winninger Uhlen

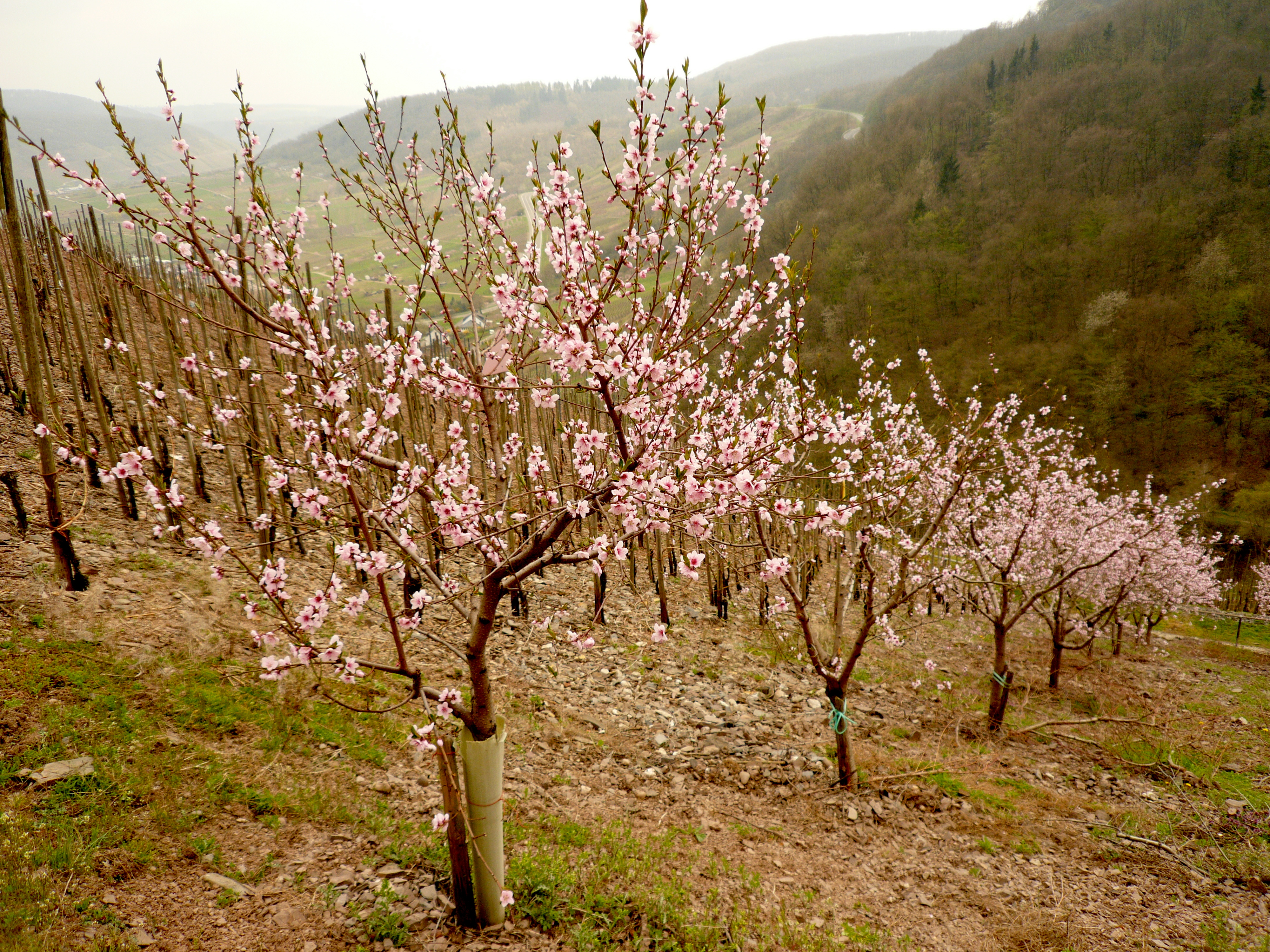
Bäume des Weinbergpfirsichs zur Blütezeit

Der Rote Weinbergpfirsich, auch Weingartenpfirsich oder Blutpfirsich genannt, ist eine Sorte der zu den Rosengewächsen (Rosaceae) gehörenden Pflanzenart Pfirsich (Prunus persica). Er ist ein Steinobst. Die erste nachweisbare Sorte wurde in China unter „Sing“ geführt.

## Geschmack
Die Sorte ist rot- bis tiefrotfleischig. Eine weitere Sorte des Weinbergpfirsichs ist der weiße, geschmacklich besteht jedoch kaum ein Unterschied. Diese Pfirsichsorten sind gegenüber dem normalen Pfirsich aromatischer, dafür weniger süß.

## Anbau
Der Weinbergpfirsich sollte vor der Ernte einen gleichbleibend feuchten Boden haben. Zu viel Wasser kurz vor der Ernte erzeugt einen faden Geschmack. Der Weingartenpfirsich wird im Gegensatz zu anderen Obstsorten nicht durch Veredelung, sondern aus Samen gezogen. Durch diese Aufzucht entsteht eine bessere Anpassung an das jeweilige Weingartenklima.

## Verwendung
Zum Kochen und Dünsten ist der Weinbergpfirsich – sowohl der weiße als auch der rote – geeignet, es sollte allerdings die stark pelzige Haut am besten entfernt werden. Auch Konfitüre und Kompott wird aus diesen Pfirsichen hergestellt, da sie ein intensives, starkes Aroma haben.
Obstbrände und Liköre aus Weinbergpfirsichen sind eine geschmackliche Delikatesse.

## Ökologie
Aus ökologischem Antrieb und wegen des großen Nutzens des Weinbergpfirsichbaumes haben sich viele Winzer zusammengeschlossen, um diesem Baum eine Chance zu geben. Erfolge lassen sich im Bundesland Rheinland-Pfalz beobachten, da dieses die Anpflanzung fördert. In der Schweiz wird der Anbau durch ProSpecieRara gefördert.

## Vermarktung
An der Mosel haben sich Erzeuger, Verarbeiter und Vermarkter seit 2010 zu einer Interessengemeinschaft im Verein Moselweinbergpfirsich e.V. zusammengeschlossen. Ziel ist es zum einen, aufgegebene Weinbergflächen insbesondere an arbeitsintensiven Steilhanglagen weiter zu bewirtschaften. Dies wurde durch das Land Rheinland-Pfalz finanziell über das Programm Agrar-Umwelt-Landschaft (PAULa) bezuschusst, um die Kulturlandschaft zu erhalten. Zum anderen soll ein einheitliches Qualitätslogo den Absatz der aus Moselweinbergpfirsichen erzeugten Produkte steigern. Ziel ist es, Geoschutzstatus für die Frucht zu bekommen. Wie Parmaschinken und Champagner soll auch der Moselweinbergpfirsich nur in einem begrenzten regionalen Gebiet unter eigenem Namen angebaut werden dürfen.